# Saosnes
Saosnes és un municipi francès situat al departament del Sarthe i a la regió de País del Loira. L'any 2007 tenia 190 habitants.

## Demografia

### Població
El 2007 la població de fet de Saosnes era de 190 persones. Hi havia 72 famílies de les quals 16 eren unipersonals (16 homes vivint sols), 24 parelles sense fills, 24 parelles amb fills i 8 famílies monoparentals amb fills.
La població ha evolucionat segons el següent gràfic:
Habitants censats

### Habitatges
El 2007 hi havia 101 habitatges, 74 eren l'habitatge principal de la família, 14 eren segones residències i 14 estaven desocupats. Tots els 100 habitatges eren cases. Dels 74 habitatges principals, 59 estaven ocupats pels seus propietaris, 13 estaven llogats i ocupats pels llogaters i 2 estaven cedits a títol gratuït; 1 tenia una cambra, 9 en tenien dues, 6 en tenien tres, 17 en tenien quatre i 41 en tenien cinc o més. 51 habitatges disposaven pel capbaix d'una plaça de pàrquing. A 27 habitatges hi havia un automòbil i a 39 n'hi havia dos o més.

### Piràmide de població
La piràmide de població per edats i sexe el 2009 era:
| Homes | Edats   | Dones |
| ----- | ------- | ----- |
| 0     | 95 o +  | 0     |
| 0     | 90 a 94 | 0     |
| 0     | 85 a 89 | 0     |
| 8     | 80 a 84 | 0     |
| 0     | 75 a 79 | 8     |
| 0     | 70 a 74 | 4     |
| 8     | 65 a 69 | 0     |
| 0     | 60 a 64 | 8     |
| 8     | 55 a 59 | 4     |
| 8     | 50 a 54 | 4     |
| 4     | 45 a 49 | 8     |
| 16    | 40 a 44 | 8     |
| 0     | 35 a 39 | 8     |
| 8     | 30 a 34 | 0     |
| 0     | 25 a 29 | 4     |
| 4     | 20 a 24 | 4     |
| 12    | 15 a 19 | 8     |
| 4     | 10 a 14 | 4     |
| 4     | 5 a 9   | 4     |
| 4     | 0 a 4   | 0     |

## Economia
El 2007 la població en edat de treballar era de 118 persones, 94 eren actives i 24 eren inactives. De les 94 persones actives 85 estaven ocupades (48 homes i 37 dones) i 9 estaven aturades (3 homes i 6 dones). De les 24 persones inactives 8 estaven jubilades, 9 estaven estudiant i 7 estaven classificades com a «altres inactius».

### Ingressos
El 2009 a Saosnes hi havia 77 unitats fiscals que integraven 195,5 persones, la mediana anual d'ingressos fiscals per persona era de 18.180 €.

### Activitats econòmiques
L'únic establiment que hi havia el 2007 era d'una empresa de construcció.
L'únic servei als particulars que hi havia el 2009 era un electricista.
L'any 2000 a Saosnes hi havia 14 explotacions agrícoles que ocupaven un total de 1.215 hectàrees.

## Poblacions més properes
El següent diagrama mostra les poblacions més properes.